# HC Kunlun Red Star
HC Kunlun Red Star (Forenklet kinesisk: 北京昆仑红星 eller 昆仑红星, Traditionelt kinesisk: 北京崑崙紅星 eller 崑崙紅星, Pinyin: Běijīng Kūnlún Hóngxīng eller Kūnlún Hóngxīng) er en kinesisk ishockeyklub, der blev dannet i 2016, og som blev optaget i den Kontinentale Hockey-Liga (KHL) som ekspansionshold inden sæsonen 2016-17. Fra begyndelsen var formålet med holdet at støtte udviklingen af kinesisk ishockey op til de Olympiske Vinterlege i 2022 i Beijing, således at Kinas ishockeylandshold blev konkurrencedygtigt ved legene.
Klubbens hjemmebane har skiftet adskillinge gange undervejs i dens levetid. De første sæsoner spillede klubben i forskellige arenaer i Folkerepublikken Kina. Under COVID-19-pandemien blev der indført så restriktive indrejseregler i Folkerepublikken Kina, at det i praksis umuliggjorde, at holdet havde hjemmebane i Kina, og derfor flyttede holdet i 2020 hjemmebane til Arena Mytisjtji i Moskva-forstaden Mytisjtji. Her fortsatte holdet med at spille, selvom rejseforholdene til Kina blev normaliseret efter pandemien. I 2025 meddelte klubben, at den ville spille sæsonen 2025-26 i SKA Arena i Sankt Petersborg.
- 2016-?: LeSports Center i Beijing med 14.000 tilskuerpladser.
- 2018-19: Ispaalds Fejjan i Shanghai med 4.800 tilskuerpladser.
- 2019-20: Universiade Sportscenter i Shenzhen med 11.000 tilskuerepladser og Shougang Arena i Beijing med plads til 3.000 tilskuere.
- 2020-21 til 2024-25: Arena Mytisjtji i Moskva 7.000 tilskuerpladser.
- 2025-26: SKA Arena i Sankt Petersborg med 23.996 tilskuerpladser.

I debutsæsonen gik Kunlun Red Star videre til slutspillet, hvor holdet imidlertid blev slået ud i konferencekvartfinalen med 1-4 i kampe til Metallurg Magnitogorsk. I de følgende otte sæsoner formåede Kunlun Red Star ikke at kvalificere sig til slutspillet.
Samtidig med flytningen til Sankt Petersborg i 2025 var det planer om at investere kraftigt i klubben, samtidig med at hele ledelsen blev skiftet ud.

## Sæsoner
| Sæson   | Grundspil  | Grundspil | Grundspil | Grundspil | Grundspil | Grundspil | Grundspil | Grundspil | Grundspil | Slutspil                                              |
| Sæson   | Division   | Plac.     | K         | V3        | V2        | T1        | T0        | Målscore  | Point     | Slutspil                                              |
| ------- | ---------- | --------- | --------- | --------- | --------- | --------- | --------- | --------- | --------- | ----------------------------------------------------- |
| KHL     |            |           |           |           |           |           |           |           |           |                                                       |
| 2016-17 | Tjernysjov | 5/8       | 60        | 23        | 4         | 3         | 29        | 139-144   | 83        | Konference-kvartfinalist (Metallurg Magnitogorsk 1-4) |
| 2017-18 | Tjernysjov | 7/7       | 56        | 15        | 4         | 8         | 29        | 103-146   | 61        | Ikke kvalificeret                                     |
| 2018-19 | Tjernysjov | 5/7       | 62        | 19        | 1         | 11        | 31        | 142-190   | 51        | Ikke kvalificeret                                     |
| 2019-20 | Tjernysjov | 5/6       | 62        | 20        | 6         | 8         | 28        | 139-158   | 60        | Ikke kvalificeret                                     |
| 2020-21 | Tjernysjov | 6/6       | 60        | 11        | 2         | 8         | 39        | 139-213   | 34        | Ikke kvalificeret                                     |
| 2021-22 | Kharlamov  | 6/6       | 48        | 7         | 2         | 7         | 32        | 101-198   | 25        | Ikke kvalificeret                                     |
| 2022-23 | Tarasov    | 6/6       | 68        | 15        | 6         | 7         | 40        | 152-226   | 49        | Ikke kvalificeret                                     |
| 2023-24 | Tarasov    | 6/6       | 68        | 15        | 10        | 6         | 37        | 159-222   | 56        | Ikke kvalificeret                                     |
| 2024-25 | Tarasov    | 6/6       | 68        | 19        | 9         | 6         | 34        | 171-235   | 62        | Ikke kvalificeret                                     |

## Trænere
- Vladimir Jurzinov Jr.: 2016-
- Mikhail Kravets: ?-nu